# Lampanyctus
Lampanyctus è un genere di pesci ossei abissali della famiglia Myctophidae.

## Distribuzione e habitat
Le specie del genere sono diffuse in tutti i mari e gli oceani del globo. Nel Mar Mediterraneo sono presenti Lampanyctus crocodilus e Lampanyctus pusillus. Sono pesci batipelagici.

## Specie
- Lampanyctus acanthurus
- Lampanyctus alatus
- Lampanyctus australis
- Lampanyctus crocodilus
- Lampanyctus festivus
- Lampanyctus hubbsi
- Lampanyctus intricarius
- Lampanyctus iselinoides
- Lampanyctus jordani
- Lampanyctus lepidolychnus
- Lampanyctus macdonaldi
- Lampanyctus macropterus
- Lampanyctus nobilis
- Lampanyctus omostigma
- Lampanyctus parvicauda
- Lampanyctus photonotus
- Lampanyctus pusillus
- Lampanyctus simulator
- Lampanyctus steinbecki
- Lampanyctus tenuiformis
- Lampanyctus turneri
- Lampanyctus vadulus[1]